# Heptadekanol
Heptadekanol (heptadekan-1-ol) je nasycený mastný alkohol s nerozvětveným řetězcem obsahujícím 17 atomů uhlíku.